# Lecteria (Lecteria) uniarmillata
Lecteria (Lecteria) uniarmillata is een tweevleugelige uit de familie steltmuggen (Limoniidae). De soort komt voor in het Afrotropisch gebied.